# Wieland Schmidt
Wieland Schmidt   (Magdeburg, 23 de desembre de 1953) fou un jugador d'handbol alemany que va competir sota bandera de la República Democràtica Alemanya durant les dècades de 1970 i 1980.
Amb la selecció de la República Democràtica Alemanya jugà 276 partits. El 1974 guanyà la medalla de plata al Campionat del món d'handbol i el 1978 i 1986 la de bronze. El 1980 va prendre part en els Jocs Olímpics de Moscou, on guanyà la medalla d'or en la competició d'handbol. Vuit anys més tard, als jocs de Seül, fou setè en la mateixa competició. A nivell de clubs jugà al SC Magdeburg, amb qui guanyà sis lligues i dues copes de la República Democràtica Alemanya i la Copa d'Europa de 1978 i 1981.
El 1980 va ser guardonat amb l'Ordre del Mèrit Patriòtic de plata i el 1984 amb la d'or.